# Palms (Thrice)
Palms è il decimo album in studio del gruppo musicale statunitense Thrice, pubblicato nel 2018.

## Tracce
Testi di Dustin Kensrue, musiche di Eddie Breckenridge, Riley Breckenridge, Dustin Kensrue & Teppei Teranishi.
1. Only Us – 3:44
2. The Grey – 4:06
3. The Dark – 3:49
4. Just Breathe – 3:57
5. Everything Belongs – 3:53
6. My Soul – 3:24
7. A Branch in the River – 3:49
8. Hold Up a Light – 3:29
9. Blood on Blood – 4:36
10. Beyond the Pines – 5:36

## Formazione
- Dustin Kensrue – voce, chitarra, sintetizzatore, percussioni
- Teppei Teranishi – chitarra, sintetizzatore, cori, piano, glockenspiel
- Eddie Breckenridge – basso, sintetizzatore, cori, chitarra
- Riley Breckenridge – batteria, programmazioni
- Emma Ruth Rundle – cori (traccia 4)